# Pogonatum oederi
Pogonatum oederi là một loài rêu trong họ Polytrichaceae. Loài này được P. Beauv. mô tả khoa học đầu tiên năm 1823.
Danh pháp khoa học của loài này chưa được làm sáng tỏ. 